# روبرت كوين
روبرت كوين (بالإنجليزية: Robert Quinn) هو لاعب كرة قدم أمريكية أمريكي، ولد في 18 مايو 1990 في لادسون في الولايات المتحدة.

## وصلات خارجية
- روبرت كوين على موقع مرجع كرة القدم المحترفة.كوم (الإنجليزية)